# M15/42
Carro Armato M15/42 – włoski czołg średni z okresu II wojny światowej, stanowił rozwinięcie linii czołgów M11/39 i M13/40 - M14/41. W porównaniu z poprzednikami miał dłuższy kadłub. Miał także grubszy pancerz i w odróżnieniu od poprzednich czołgów włoskich napędzany był silnikiem benzynowym, a nie wysokoprężnym. Produkcję rozpoczęto w styczniu 1943. Wyprodukowano tylko 90 czołgów tego typu. Zostały skierowane do 132 Dywizji Pancernej Ariete.
Po upadku Włoch faszystowskich zdobyte czołgi były używane przez oddziały niemieckie jako PzKpfw M15/42 738(i). Był także użyty przeciwko Niemcom w czasie bitwy o Rzym i w 8 Dywizji Kawalerii SS Florian Geyer (po kapitulacji Włoch). Na jego podwoziu skonstruowane dwa działa pancerne:
- Semovente da 75/18
- Semovente da 75/34